# John Bargrave
John Bargrave (* 1610 in Kent; † 11. Mai 1680 in Canterbury) war ein englischer Autor, Sammler und Kanoniker der Kathedrale von Canterbury.

Wappen der Bargrave: Gold, ein aufrechtes silbernes Schwert mit goldenen Knauf auf rotem Feld, ein azurblaues Schildhaupt mit drei Goldscheiben

## Frühes Leben
Bargrave wurde 1610 in Kent als Sohn von Captain John Bargrave und Jane Crouch geboren. Sein Vater hatte im Krieg zwischen den Engländern und den Spaniern gekämpft und war nach Bridge zurückgekehrt um eine Familie zu gründen. Die Bargraves galten seit kurzem als lokaler Adel, was zur Heirat von Bargrave Sen. mit Giles Crouch, der Tochter eines Londoner Kurzwarenhändlers, führte, der später das beeindruckende Familienhaus Bifrons im nahegelegenen Patrixbourne baute. Bargrave (Jun.) war ein Neffe von Isaac Bargrave, dem Dekan der Kathedrale von Canterbury.

## Ausbildung
Bargrave wurde zunächst an der King’s School in Canterbury und dann am Peterhouse in Cambridge erzogen. Bargrave wurde dort Bibliothekar und 1637 Fellow des Colleges. Bargraves Onkel Isaac war ein großer Befürworter der Monarchie und damit ein Kavalier und wurde bei Ausbruch des englischen Bürgerkriegs 1642 inhaftiert. Er wurde im folgenden Jahr freigelassen, starb aber bald darauf und John Bargrave wurde aus der Gemeinschaft des Colleges ausgestoßen.

## In Europa

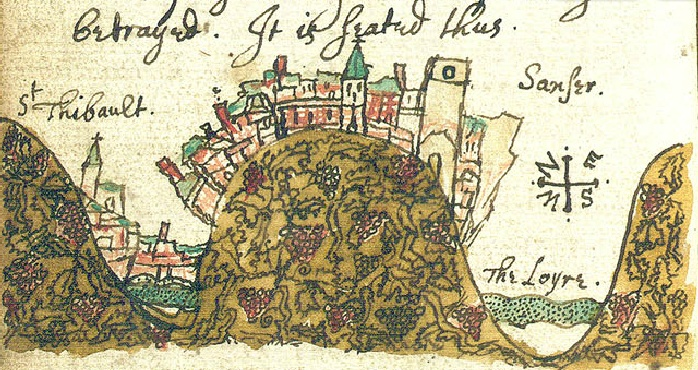
Ausschnitt einer Seite aus John Bargraves Reisetagebuch, der in der Mitte die französische Weinstadt Sancerre auf einem Hügel zeigt, rechts die Loire und links das Dorf Saint-Thibault.

Danach widmete Bargrave seine Zeit vor allem den Reisen auf dem europäischen Kontinent. In den Jahren 1646 und 1647 war er mit seinem Neffen John Raymond, Autor eines Reiseberichts an dem Bargrave maßgeblich beteiligt gewesen sein soll, in Italien. In den Jahren 1650, 1655 und 1659–60 war er erneut in Rom und beobachtete die Abläufe (wenn auch nicht in offizieller Funktion) des päpstlichen Konklaves von 1655.
Er erlebte aus erster Hand die Macht der römischen Inquisition und war in das Treiben am päpstlichen Hof in Rom, seiner Kardinäle, weltlichen Führer und Skandale, eingeweiht.

## Spätes Leben
Nach der Stuart-Restauration erhielt er mehrere Präfekturen in Kent und wurde 1662 zum Kanoniker von Canterbury ernannt.
Unmittelbar nach dieser Beförderung brach er mit Erzdiakon Selleck zu dem gefährlichen Auftrag auf, englische Gefangene in Algier freizukaufen, für deren Freilassung die Bischöfe und der Klerus zehntausend Pfund bereitgestellt hatten. Er erfüllte seine Mission erfolgreich und verbrachte den Rest seines Lebens zu Hause. Er starb am 11. Mai 1680 in Canterbury.

## Werke
Bargraves einziger Literaturbeitrag ist ein kurioser Bericht mit dem Titel Pope Alexander the Seventh and the College of Cardinals, der ursprünglich 1660 während des Romaufenthaltes geschrieben wurde und ursprünglich nicht zur Veröffentlichung vorgesehen war.
Das Werk besteht aus ausgewählten Fragmenten aus drei anonymen zeitgenössischen italienischen Publikationen (La Giusta Statura de'Porporati, Il Nipotismo di Roma und Il Cardinalismo di Santa Chiesa; die letzten beiden von Gregorio Leti), mit zahlreichen eigenen Ergänzungen. Die Porträts waren ursprünglich zur Illustration einer von Giovanni Giacomo de Rossi 1657 herausgegebenen Sammlung von Papst- und Kardinalsporträts mit dem Titel The Effigies gedacht.
Bargraves Werk wurde 1867 von James Craigie Robertson für die Camden Society herausgegeben, mit einer Würdigung von Bargrave und einem beschreibenden Katalog der Kuriositäten, die er auf seinen Reisen erworben hatte. Sein Kuriositätenkabinett, komplett mit Reitstiefeln und einer Miniatur von ihm und seinen jungen Mitreisenden, Raymond und Alexander Chapman, von Matteo Bolognini, überlebt unversehrt in der Bibliothek der Kathedrale von Canterbury.